# Thelidium anisomerum
Thelidium anisomerum är en lavart som beskrevs av Per Johan Hellbom. Thelidium anisomerum ingår i släktet Thelidium, och familjen Verrucariaceae. Arten är reproducerande i Sverige.